# Vimba elongata
Vimba elongata är en fiskart som först beskrevs av Valenciennes, 1844.  Vimba elongata ingår i släktet Vimba och familjen karpfiskar. Inga underarter finns listade i Catalogue of Life.